# México de mis amores
México de mis amores es un documental que conmemora los ochenta años del cine mexicano, basado en textos del escritor Carlos Monsiváis, con fragmentos significativos de películas de la fílmica nacional y entrevistas con los actores y actrices de la época, Ernesto Alonso, Manolo Fábregas, Fernando Soler, Adalberto Martínez "Resortes", María Félix, Marga López, Sara García y Silvia Pinal.

## Sinopsis
Producida, por Nancy Cárdenas, de 1976 a 1978 y estrenada en 1979, México de mis amores es un comentario sobre el cine mexicano utilizando escenas de películas emblemáticas en la historia del cine nacional y entrevistas con sus protagonistas (actores, directores y fotógrafos). Cabe mencionar, que este documental abarca desde el cine mudo mexicano al cine estatizado de la década de los 70.

## Reparto

### Actores y actrices
- Ernesto Alonso Narrador
- Manolo Fábregas Conductor
- Fernando Soler Conductor
- Adalberto Martínez "Resortes" Conductor
- María Félix Conductora
- Marga López Conductora
- Sara García Conductora
- Silvia Pinal Conductora
- Gabriel Figueroa Conductor

### Directores
Aunque no aparecen en pantalla, están acreditados en el documental y ellos son:
- Emilio Fernández
- Roberto Gavaldón
- Juan Bustillo Oro
- Fernando de Fuentes
- Alejandro Galindo
- Luis Buñuel
- Julio Bracho
- Ismael Rodríguez
- Arturo Ripstein
- Juan Ibáñez
- Jorge Fons
- Paul Leduc
- Enrique Rosas
- Benito Alazraki
- Emilio Gómez Muriel